# Championnat d'Allemagne féminin de football de deuxième division 2019-2020
Navigation
2018-2019 2020-2021
La 2. Frauen-Bundesliga 2019-2020 est la 16e édition du championnat d'Allemagne féminin de football de deuxième division. La compétition débute le 10 août 2019 et s'achève le 24 mai 2020. Les deux premiers sont promus en Frauen-Bundesliga et les trois derniers sont relégués dans leur Regionalliga (3e division) respectives.
Les équipes réserves des clubs de 1.Bundesliga ne sont pas autorisées à monter, si un club descend de la première division et que son équipe réserve est maintenue sportivement en deuxième division, la réserve sera reléguée en division inférieure.

## Clubs participants
Légende des couleurs
- Relégué de 1.Bundesliga 2018-2019
- Promu de Regionalliga

| Club                     | Classement 2018-2019 | Entraîneur         | Stade                       | Capacité théorique |
| ------------------------ | -------------------- | ------------------ | --------------------------- | ------------------ |
| Werder Brême             | 11e1.BL              | Alexander Kluge    | Terrain 11 du Weserstadion  | 05 500             |
| Borussia Mönchengladbach | 12e1.BL              | Mike Schmalenberg  | Grenzlandstadion            | 10 000             |
| Bayern Munich rés.       | 1er                  | Nathalie Bischof   | Sportpark Aschheim          | 03 000             |
| VfL Wolfsbourg rés.      | 2e                   | Saban Uzun         | VfL-Stadion am Elsterweg    | 17 600             |
| SV Meppen                | 5e                   | Roger Müller       | Hänsch-Arena                | 16 500             |
| TSG Hoffenheim rés.      | 6e                   | Siegfried Becker   | Förderzentrum St. Leon      | 02 000             |
| FFC Turbine Potsdam rés. | 7e                   | Thomas Kandler     | Sportforum in der Waldstadt | 02 000             |
| 1. FC Sarrebruck         | 8e                   | Taifour Diane      | Stadion Kieselhumes         | 06 000             |
| FSV Gütersloh 2009       | 9e                   | Steffen Enge       | Tönnies-Arena               | 04 252             |
| FFC Francfort rés.       | 10e                  | Kim Kulig-Soyah    | Stadion am Brentanobad      | 05 200             |
| BV Cloppenburg           | 11e                  | Tanja Schulte      | Time-Partner-Arena          | 05 001             |
| DSC Arminia Bielefeld    | PO RL                | Markus Wuckel      | Sportplatz Stadtheide       | 01 000             |
| SG 99 Andernach          | PO RL                | Karl-Peter Stümper | Stadion am Bassenheimer Weg | 15 220             |
| FC Ingolstadt            | PO RL                | Alexander Ziegler  | Audi-Sportpark, Platz 2     | 02 000             |

## Compétition

### Classement
Le classement est calculé avec le barème de points suivant : une victoire vaut trois points, le match nul un et la défaite zéro.
Les critères utilisés pour départager en cas d'égalité au classement sont les suivants :
1. différence entre les buts marqués et les buts concédés sur la totalité des matchs joués dans le championnat ;
2. plus grand nombre de buts marqués sur la totalité des matchs joués dans le championnat.

| Rang | Équipe                     | Pts | J  | G  | N | P  | Bp | Bc | Diff |
| ---- | -------------------------- | --- | -- | -- | - | -- | -- | -- | ---- |
| 1    | Werder Brême R             | 40  | 16 | 11 | 4 | 0  | 45 | 13 | +32  |
| 2    | VfL Wolfsbourg rés.        | 29  | 16 | 9  | 2 | 5  | 32 | 16 | +16  |
| 3    | TSG Hoffenheim rés.        | 29  | 16 | 9  | 4 | 3  | 37 | 27 | +10  |
| 4    | SV Meppen                  | 27  | 16 | 8  | 3 | 5  | 29 | 27 | +2   |
| 5    | Borussia Mönchengladbach R | 26  | 16 | 8  | 2 | 6  | 30 | 32 | -2   |
| 6    | FC Ingolstadt P            | 22  | 16 | 6  | 4 | 7  | 33 | 32 | +1   |
| 7    | FFC Turbine Potsdam rés.   | 22  | 16 | 7  | 1 | 8  | 39 | 43 | -4   |
| 8    | Bayern Munich rés. T       | 21  | 16 | 6  | 3 | 7  | 24 | 32 | -8   |
| 9    | FSV Gütersloh 2009         | 20  | 16 | 6  | 2 | 8  | 28 | 28 | 0    |
| 10   | BV Cloppenburg             | 16  | 16 | 3  | 7 | 6  | 27 | 38 | -11  |
| 11   | 1. FC Sarrebruck           | 16  | 16 | 5  | 1 | 10 | 26 | 39 | -13  |
| 12   | SG 99 AndernachP           | 16  | 16 | 5  | 1 | 10 | 27 | 40 | -13  |
| 13   | FFC Francfort rés.         | 15  | 16 | 3  | 6 | 7  | 28 | 32 | -4   |
| 14   | Arminia Bielefeld P        | 15  | 16 | 4  | 3 | 9  | 27 | 33 | -6   |

| Légende : | Légende : |
| --------- | --- |
|           | Promu en Frauen-Bundesliga. |
|           | Relégué en Regionalliga. |
|           | T Tenant du titre. P Promu de Regionalliga. R Relégué de Frauen-Bundesliga. Pts points ; G victoires ; N match nuls ; P défaites Bp buts marqués ; Bc buts encaissés ; Diff différence de buts |

- Les équipes réserve ne peuvent être promues en 1.Bundesliga
- En raison de l'arrêt du championnat en raison de la pandémie de Covid-19, il n'y a pas de relégation cette saison.

### Résultats
| Résultats (▼dom., ►ext.)                                   | MUN | BVC | BRE | FCI | FRA | GÜT | HOF | MÖN | MEP | POT | SAR | BIE | AND | WOL |
| Bayern Munich rés.                                         |     | -   | 0-1 | 2-1 | 4-1 | -   | 3-4 | -   | -   | -   | 1-0 | 3-3 | -   | -   |
| BV Cloppenburg                                             | 2-0 |     | 2-2 | -   | 1-3 | 3-3 | 0-4 | 1-3 | -   | -   | 2-2 | -   | -   | 0-4 |
| Werder Brême                                               | 2-0 | -   |     | 2-0 | 4-0 | 1-0 | -   | 2-2 | -   | 8-1 | 5-1 | -   | 3-0 | 2-0 |
| FC Ingolstadt                                              | -   | 3-1 | -   |     | 2-2 | 2-1 | -   | 3-4 | 4-1 | 2-0 | -   | 2-1 | 1-2 | 2-3 |
| FFC Francfort rés.                                         | 1-1 | -   | -   | 2-2 |     | 1-1 | -   | 2-3 | 8-0 | 4-0 | -   | 0-2 | 2-6 | 0-0 |
| FSV Gütersloh 2009                                         | 6-1 | 0-2 | -   | -   | -   |     | -   | -   | 1-4 | 1-2 | 3-0 | 2-0 | -   | 0-2 |
| TSG Hoffenheim rés.                                        | -   | 3-3 | 2-2 | 1-1 | 1-1 | 2-4 |     | 3-1 | -   | -   | -   | -   | 3-2 | 1-0 |
| Borussia Mönchengladbach                                   | 3-0 | -   | 2-2 | -   | -   | 3-1 | -   |     | 1-0 | 2-4 | -   | 0-4 | -   | 1-0 |
| SV Meppen                                                  | 0-0 | 1-1 | 1-2 | 3-3 | 3-0 | -   | 2-0 | -   |     | -   | 1-0 | -   | 2-0 | -   |
| FFC Turbine Potsdam rés.                                   | 2-3 | 3-3 | -   | -   | -   | 3-1 | 2-4 | 3-2 | 2-3 |     | 4-0 | 3-4 | 5-1 | -   |
| 1. FC Sarrebruck                                           | -   | 3-0 | 0-4 | 7-4 | 2-1 | -   | 0-3 | 4-2 | -   | 3-4 |     | -   | -   | -   |
| DSC Arminia Bielefeld                                      | 1-2 | 1-1 | 2-3 | 0-1 | -   | -   | 3-3 | 3-0 | 1-5 | -   | 0-2 |     | 1-2 | -   |
| SG 99 Andernach                                            | 1-4 | 3-5 | -   | -   | -   | 2-3 | 2-0 | 0-1 | 1-3 | -   | 2-1 | -   |     | 2-5 |
| VfL Wolfsbourg                                             | 4-0 | -   | -   | -   | -   | 0-1 | 1-3 | -   | 3-0 | 2-1 | 3-1 | 4-1 | 1-1 |     |
| - Victoire à domicile - Match nul - Victoire à l'extérieur |     |     |     |     |     |     |     |     |     |     |     |     |     |     |

## Statistiques

### Meilleurs buteurs
| Rang | Joueur                  | Club                     | Buts |
| ---- | ----------------------- | ------------------------ | ---- |
| 1    | Laura Lindner           | FFC Turbine Potsdam rés. | 16   |
| 2    | Sarah Grünheid          | Arminia Bielefeld        | 14   |
| 3    | Selina Cerci            | Werder Brême             | 13   |
| 4    | Ramona Maier            | FC Ingolstadt rés.       | 10   |
| 5    | Marlene Müller          | FFC Turbine Potsdam rés. | 9    |
| 6    | Jannelle Kalyn Flaws    | BV Cloppenburg           | 8    |
| 6    | Chiara Loos             | 1. FC Sarrebruck         | 8    |
| 6    | Giovanna Hoffmann       | Werder Brême             | 8    |
| 6    | Sarah Abu Sabbah        | Borussia Mönchengladbach | 8    |
| 10   | Annalena Rieke          | FSV Gütersloh            | 7    |
| 10   | Maike Berentzen         | SV Meppen                | 7    |
| 10   | Cindy König             | Werder Brême             | 7    |
| 13   | Sandra Starmanns        | Borussia Mönchengladbach | 6    |
| 13   | Jennifer Klein          | TSG Hoffenheim rés.      | 6    |
| 13   | Agata Tarczyńska        | VfL Wolfsbourg rés.      | 6    |
| 16   | Antonia Hornberg        | SG 99 Andernach          | 5    |
| 16   | Isabelle Wolf           | FSV Gütersloh            | 5    |
| 16   | Maren Weingarz          | SG 99 Andernach          | 5    |
| 16   | Nathalie Bretschneider  | FFC Turbine Potsdam rés. | 5    |
| 16   | Natsuki Kishikawa       | BV Cloppenburg           | 5    |
| 16   | Shpresa Aradini         | FSV Gütersloh            | 5    |
| 16   | Anna-Lena Stolze        | VfL Wolfsbourg rés.      | 5    |
| 23   | Vivien Endemann         | SV Meppen                | 4    |
| 23   | Natasha Kowalski        | VfL Wolfsbourg rés.      | 4    |
| 23   | Sonja Merazguia         | TSG Hoffenheim rés.      | 4    |
| 23   | Laura Haas              | TSG Hoffenheim rés.      | 4    |
| 23   | Kathrin Schermuly       | SG 99 Andernach          | 4    |
| 23   | Alina Mailbeck          | FC Ingolstadt rés.       | 4    |
| 23   | Alea Röger              | FC Ingolstadt rés.       | 4    |
| 23   | Sophia Thiemann         | Arminia Bielefeld        | 4    |
| 23   | Sarah Madlin Krumscheid | SG 99 Andernach          | 4    |
| 23   | Johanna Berg            | FFC Francfort rés.       | 4    |
| 23   | Chiara Marie Hahn       | FFC Francfort rés.       | 4    |
| 23   | Ereleta Memeti          | VfL Wolfsbourg rés.      | 4    |

| Rang | Joueur                          | Club                     | Buts |
| ---- | ------------------------------- | ------------------------ | ---- |
| 35   | Nicole Woldmann                 | Bayern Munich rés.       | 3    |
| 35   | Gia Corley                      | Bayern Munich rés.       | 3    |
| 35   | Laura Donhauser                 | Bayern Munich rés.       | 3    |
| 35   | Annabel Jäger                   | Arminia Bielefeld        | 3    |
| 35   | Yu Ishikawa                     | SV Meppen                | 3    |
| 35   | Charlotte Blümel                | FSV Gütersloh            | 3    |
| 35   | Jana Radosavljevic              | BV Cloppenburg           | 3    |
| 35   | Melissa Schulz                  | FSV Gütersloh            | 3    |
| 35   | Mareike Kregel                  | SV Meppen                | 3    |
| 35   | Lotta Cordes                    | VfL Wolfsbourg rés.      | 3    |
| 35   | Isabella Jaron                  | SV Meppen                | 3    |
| 35   | Katharina Schiechtl             | Werder Brême             | 3    |
| 35   | Kim Cornelia Gertruda Everaerts | Borussia Mönchengladbach | 3    |
| 35   | Mona Budnick                    | FC Ingolstadt rés.       | 3    |
| 35   | Antonia Baaß                    | VfL Wolfsbourg rés.      | 3    |

Mise à jour au= 1er mars 2020